# Gertrud Rodhe (kurator)
Gertrud Hildegard Rodhe, född 18 december 1872 i Trökörna församling i dåvarande Skaraborgs län, död 10 september 1948 i Hedvig Eleonora församling i Stockholm, var en slöjd- och handarbetslärarinna som 1914 blev Sveriges första kurator för psykiskt sjuka. 

## Biografi
Gertrud Rodhe föddes på Thamstorps herrgård, nuvarande Grästorps kommun och var dotter till domänintendenten Magnus Fredrik Rodhe (1843–1917) och hans maka Alfhilda Beata von Mentzer. Hon genomgick Nääs slöjdseminarium och Maria Nordenfelts handarbetsseminarium i Göteborg och var från 1893 verksam som slöjd- och handarbetslärare, bland annat vid Brummerska skolan i Stockholm. 
Behovet för praktisk hjälp till sinnessjuka och deras familjer påtalades i början av 1910-talet av socialt engaterade personer som läkaren Olof Kinberg och journalisten Else Kleen. Med hjälp av en insamling bland Stockholms Dagblads läsare skapades 1914 resurser för en kuratorstjänst för patienter i sinnessjukvården i Stockholm. Gertrud Rodhe blev innehavaren av denna befattning. För att ge verksamheten fastare former instiftades 1917 Hjälpföreningen för psykiskt sjuka, som fungerade som huvudman fram till 1930, då verksamheten övertogs av de kommunala myndigheterna i Stockholm. Gertrud Rodhe ansvarade för den till 1937, då hon uppnådde pensionsålder.
Gertrud Rodhe arbetade med små ekonomiska resurser. Bland hennes uppgifter ingick att bevaka patienternas rättigheter. Hon förvaltade deras tillgångar, bland annat som förmyndare, och medverkade vid deras rehabilitering genom att ordna lämplig efternvård. Då organiserad utbildning i socialt arbete 1921 skapades i Stockholm med Socialinstitutet, medverkade Gertrud Rodhe som handledare åt skolans elever.
Gertrud Rodhe var ogift.

Anmärkning. Bibliotekskatalaogen Libris innehåller ett antal skrifter som författats av Gertrud Rodhe. Härmed avses emellertid en annan person, Gertrud Sofia Rodhe, född Odencrantz (1883–1963), gift med landshövdingen i Gotlands och Kristianstads län Allan Rodhe
 Gertrud Hildegard Rodhe var kusin till Allan Rodhe.

## Webbkällor
- Rodhe, Gertrud Hildegard i Svenska kvinnor från skilda verksamhetsområden : Biografisk uppslagsbok, 1914
- Siv Olsson: Kuratorn förr och nu, föreläsning i Medicinhistoriska Sällskapet Westmannia 1999-10-12. Läst 2015-01-15.
- Rodhe, släkt i Svenskt biografiskt lexikon band 30 (1998-2000), sida 257.